# Carlos Vieira (futebolista)
Antônio Carlos Vieira (Arapongas, 7 de fevereiro de 1956), também conhecido como Carlos Vieira, é um treinador de futebol e ex-futebolista brasileiro. Atualmente está sem clube.

## Carreira
Como jogador, defendeu Oriente Petrolero, Sol de América, Cascavel FC, Toledo FC e Palestino, onde encerrou a carreira aos 32 anos. Pelo Sol de América, venceu o Campeonato Paraguaio de 1986.
Em 1989, estreou como treinador no Juventus de Belize, passando também por Estudiantes de Mérida, Jacobina, Águila, Deportivo Carchá, AS Dragon, Real Maryland, Portuguesa-VEN, Floriana e Phoenix Monsoon além de ter comandado as seleções de Panamá, Belize e Timor Leste, onde chegou em 2011, sendo substituído pelo compatriota Emerson Alcântara no ano seguinte e regressando em 2014.

## Títulos

### Como jogador
Sol de América
- Campeonato Paraguaio: 1986

### Como treinador
Águila
- Campeonato Salvadorenho: Apertura 1999, Apertura 2000
- Copa de El Salvador: 1999–2000